# Thornville
Thornville és una població dels Estats Units a l'estat d'Ohio. Segons el cens del 2000 tenia 731 habitants.

## Demografia
Segons el cens del 2000, Thornville tenia 731 habitants, 282 habitatges, i 212 famílies. La densitat de població era de 656,4 habitants per km².
Dels 282 habitatges en un 35,1% hi vivien nens de menys de 18 anys, en un 66% hi vivien parelles casades, en un 6,4% dones solteres, i en un 24,5% no eren unitats familiars. En el 22% dels habitatges hi vivien persones soles el 10,3% de les quals corresponia a persones de 65 anys o més que vivien soles. El nombre mitjà de persones vivint en cada habitatge era de 2,59 i el nombre mitjà de persones que vivien en cada família era de 3,03.
Per edats la població es repartia de la següent manera: un 26% tenia menys de 18 anys, un 6,3% entre 18 i 24, un 31,1% entre 25 i 44, un 23,3% de 45 a 60 i un 13,4% 65 anys o més.
L'edat mediana era de 38 anys. Per cada 100 dones de 18 o més anys hi havia 96,7 homes.
La renda mediana per habitatge era de 47.679 $ i la renda mediana per família de 51.641 $. Els homes tenien una renda mediana de 34.107 $ mentre que les dones 30.694 $. La renda per capita de la població era de 18.922 $. Aproximadament l'1,8% de les famílies i el 4,2% de la població estaven per davall del llindar de pobresa.

## Poblacions més properes
El següent diagrama mostra les poblacions més properes.